# Robot Orchestra (groupe)
Robot Orchestra est un groupe de rock français, originaire de La Rochelle, en Charente-Maritime. Leur style musical est influencé par des groupes comme Fugazi, Hot Snakes, Lack, Neurosis avec un côté atmosphérique à la Mogwaï ou encore à la A Silver Mt. Zion.

## Biographie
Le groupe est formé en 2007, à La Rochelle, composé de Dimitri Chaillou, ex batteur de Down to Earth, et de Steve Perreux, ex chanteur du groupe Feeding  .
En 2009, le duo sort son premier album intitulé Disorder of Colors en autoproduction, et évolue dans un style post-hardcore. Les concerts s'enchainent dans toute l'Europe, dans plus d'une quinzaine de pays.
En 2011 sort leur deuxième album, ...Now We Can Walk, sur Smalltone Records. Il comprend les influences de la scène rock indépendant scandinave des défunts Lack, ainsi que des influences du groupe Hot Snakes. Le violoniste Johan Gardré y fait sa première apparition sur le morceau instrumental Celeste. Cette première collaboration est le début d'une nouvelle aventure. Une série de dates s'effectuent en Europe avec des groupes comme My Own Private Alaska, Microfilm, Jack and the Bearded Fishermen.
Le duo part dans une autre direction musicale allant davantage dans l'expérimentation et tout en gardant leur ligne de conduite de leur début. Le violoniste Johan Gardré rejoint le groupe et devient ainsi le troisième membre officiel. Le groupe intègre alors du violon, des claviers, des samples, machines, trompette. Après plus d'un an de travail en studio, le groupe enregistre en août 2013 son troisième album, Robot Orchestr3.  
L'album sort en janvier 2014 sur Tornado Prod,,, et ainsi crée une fracture avec leurs albums précédents en proposant une musique tirant vers des musiques ambiantes et expérimentales. L'album est enregistré par Nicolas Aigrot, mixé par Sylvain Biguet et masterisé par Pelle Henricsson (Refused, Meshuggah, Breach…). Un clip vidéo est réalisé par As Human Pattern pour la chanson Invisible Smoke, titre issu de l'album Robot Orchestr3.
En mars 2016, Robot Orchestra de nouveau en duo et toujours composé de Steve et Dimitri, rentre en studio The Apiary de Laval avec Amaury Sauvé (Birds in Row, Nine Eleven, Throw Me of the Bridge…) pour enregistrer leur quatrième album, Birth(s). Le morceau-titre est clippé en février 2017, date durant laquelle sort Birth(s).
Après un quatrième album, Birth(s), sorti en 2017, qui les ramenait à l'alchimie fondamentale et radicale de leur duo, Steve Perreux et Dimitri Chaillou continuent d'interroger leurs propres frontières géographiques et musicales, entre post-rock frontal, noise frénétique, chants polyphoniques et diversions instrumentales. Avec ce cinquième album, V, et ses six chansons aux titres évoquant chacun une ville visitée pendant leurs récentes tournées, le Robot Orchestra s'invente de nouvelles villégiatures voyageuses et résolument Européenne
De la Tchéquie à l'Espagne, de la Slovénie à la Lettonie, en passant par la Pologne, l'album s'écoute comme on compulse un récit de voyage, assumant tranquillement sa maturité comme sa longue maturation. Entre rythmiques furieuses, frénésies électriques, longues plages instrumentales, digressions atmosphériques et lignes vocales naviguant entre mélodie pop et cri cathartique.
Chaque chanson semble définir son propre territoire de recherches, d'inventions sonores et de richesses mélodiques. Cinétique dans son utilisation des cordes comme des insertions électroniques, ce rêve éveillé en mille-feuilles concasse en cohérence Radiohead et Fugazi, le prog, le noise et le math rock, la fureur et l'apaisement, l'agitation et la paix, la complexité et la simplicité.
2 titres issues de l'album, Riga et Ljubljana sortent en avant première en clip vidéo, réalisés par Ben Amos Cooper, batteur et chanteur de Lysistrata

## Discographie
- 2007 : Robot Orchestra
- 2009 : Disorder of Colors
- 2012 : ...Now We Can Walk
- 2014 : Robot Orchestr3
- 2017 : Birth(s)
- 2024 : V